# Gustavia magnilamellata
Gustavia magnilamellata är en kvalsterart som först beskrevs av Ewing 1909.  Gustavia magnilamellata ingår i släktet Gustavia och familjen Gustaviidae. Inga underarter finns listade i Catalogue of Life.